# Lőrincfalva
Lőrincfalva (románul Leordeni, németül Lorenzdorf) falu Romániában Maros megyében.

## Fekvése
A falu Marosvásárhelytől 10-km-re délnyugatra, a Nyárád jobb partján, Nyárádtőtől 2,5 km-re délkeletre fekszik.

## Nevének eredete
Nevét egykori Bicsak Lőrinc nevű telepeséről kapta. A román leorda medvehagymát jelent.

## Története
1332-ben villa Laurencii néven említik először. Lakói eredetileg szabad székelyek voltak. 1601-ben Basta serege, 1848 novemberében Gedeon császári csapatai égették fel és fosztották ki. Sokat szenvedett a Nyárád gyakori kiöntéseitől is. 1910-ben 517, túlnyomórészt magyar lakosa volt.
A trianoni békeszerződésig Maros-Torda vármegye Marosi alsó járásához tartozott. 1992-ben 357 lakosából 353 magyar és 4 román volt.

## Látnivalók
- Református temploma a török által elpusztított templom újjáépítésével 1780-ban épült, tornya 1786-ban készült el. 1797-ben villámcsapás sújtotta, 1830-ban és 1885-ben újra befedték, majd 1894-ben bővítették.

## Híres emberek
- Itt született 1928-ban Benkő Samu művelődéstörténész, Murokország című könyv írója, ahol a könyv címével szülőföldjére utal.
- A faluban Bálint Károly szobrászművésznek műterme van.